# Частотомер
Частотоме́р — радиоизмерительный прибор для определения частоты периодического процесса или частот гармонических составляющих спектра сигнала.

## Классификация
- По методу измерения - приборы непосредственной оценки (напр. аналоговые) и приборы сравнения (напр. резонансные, гетеродинные, электронно-счетные).
- По физическому смыслу измеряемой величины — для измерения частоты синусоидальных колебаний (аналоговые), измерения частот гармонических составляющих (гетеродинные, резонансные, вибрационные) и измерения частоты дискретных событий (электронно-счетные, конденсаторные).
- По исполнению (конструкции) — щитовые, переносные и стационарные.
- По области применения частотомеры включаются в два больших класса средств измерений — электроизмерительные приборы и радиоизмерительные приборы. Следует заметить, что граница между этими группами приборов весьма прозрачна.
  - В группу электроизмерительных приборов входят аналоговые стрелочные частотомеры различных систем, вибрационные, а также отчасти конденсаторные и электронно-счетные частотомеры.
  - В группу радиоизмерительных приборов входят резонансные, гетеродинные, конденсаторные и электронно-счетные частотомеры.

## Электронно-счётные частотомеры
- Принцип действия электронно-счетных частотомеров (ЭСЧ) основан на подсчете количества импульсов, сформированных входными цепями из периодического сигнала произвольной формы, за определенный интервал времени. Интервал времени измерения также задается методом подсчета импульсов, взятых с внутреннего кварцевого генератора ЭСЧ или из внешнего источника (например стандарта частоты). Таким образом ЭСЧ является прибором сравнения, точность измерения которого зависит от точности эталонной частоты.
- ЭСЧ является наиболее распространенным видом частотомеров благодаря своей универсальности, широкому диапазону частот (от долей герца до десятков мегагерц) и высокой точности. Для повышения диапазона до сотен мегагерц — десятков гигагерц используются дополнительные блоки — делители частоты и переносчики частоты.
- Большинство ЭСЧ кроме частоты позволяют измерять период следования импульсов, интервалы времени между импульсами, отношения двух частот, а также могут использоваться в качестве счетчиков количества импульсов.
- Некоторые ЭСЧ (например Ч3-64)  сочетают в себе электронно-счетный и гетеродинный методы измерения. Это не только расширяет диапазон измерения, но и позволяет определять несущую частоту импульсно-модулированных сигналов, что простым методом счета недоступно.
- НАЗНАЧЕНИЕ: обслуживание, регулировка и диагностика радиоэлектронного оборудования различного назначения, контроль работы радиосистем и технологических процессов
- ПРИМЕРЫ: Ч3-33, Ч3-54, Ч3-57, Ч3-63, Ч3-64, Ч3-67, Ч3-84

## Резонансные частотомеры
Принцип действия резонансных частотомеров основан на сравнении частоты входного сигнала с собственной резонансной частотой перестраиваемого резонатора. В качестве резонатора может быть использован колебательный контур, отрезок волновода (объемный резонатор) или четвертьволновой отрезок линии. Контролируемый сигнал через входные цепи поступает на резонатор, с резонатора сигнал через детектор подается на индикаторное устройство (гальванометр). Для повышения чувствительности в некоторых частотомерах применяются усилители. Оператор настраивает резонатор по максимальному показанию индикатора и по лимбу настройки отсчитывает частоту.
- НАЗНАЧЕНИЕ: настройка, обслуживание, контроль работы приемопередающих устройств, измерение несущей частоты модулированных сигналов
- ПРИМЕРЫ: Ч2-33, Ч2-34, Ч2-45, Ч2-55

## Гетеродинные частотомеры
Принцип действия гетеродинных частотомеров основан на сравнении частоты входного сигнала с частотой перестраиваемого вспомогательного генератора (гетеродина) с помощью т. н. метода нулевых биений, порядок работы аналогичен работе с резонансными частотомерами.
- НАЗНАЧЕНИЕ: аналогично резонансным частотомерам
- ПРИМЕРЫ: Ч4-1, Ч4-22, Ч4-23, Ч4-24, Ч4-25

## Конденсаторные частотомеры
Электронные конденсаторные частотомеры применяются для измерения частот в диапазоне от 10Гц до 1МГц. Принцип таких частотомеров основывается на попеременном заряде конденсаторов от батареи с последующим его разрядом через магнитоэлектрический механизм. Этот процесс осуществляется с частотой, равной измеряемой частоте, поскольку переключение производится под  воздействием самого исследуемого напряжения. За время одного цикла через магнитоэлектрический механизм будет протекать заряд Q =CU, следовательно, средний ток, протекающий через индикатор, будет равен I_ср=Qf_x=CUf_x. Таким образом, показания магнитоэлектрического амперметра оказывается пропорциональны измеряемой частоте. Основная приведенная погрешность таких частотомеров лежит в пределах 2-3%.
- НАЗНАЧЕНИЕ: настройка и обслуживание низкочастотной аппаратуры
- ПРИМЕРЫ: Ф5043

## Вибрационные (язычковые) частотомеры

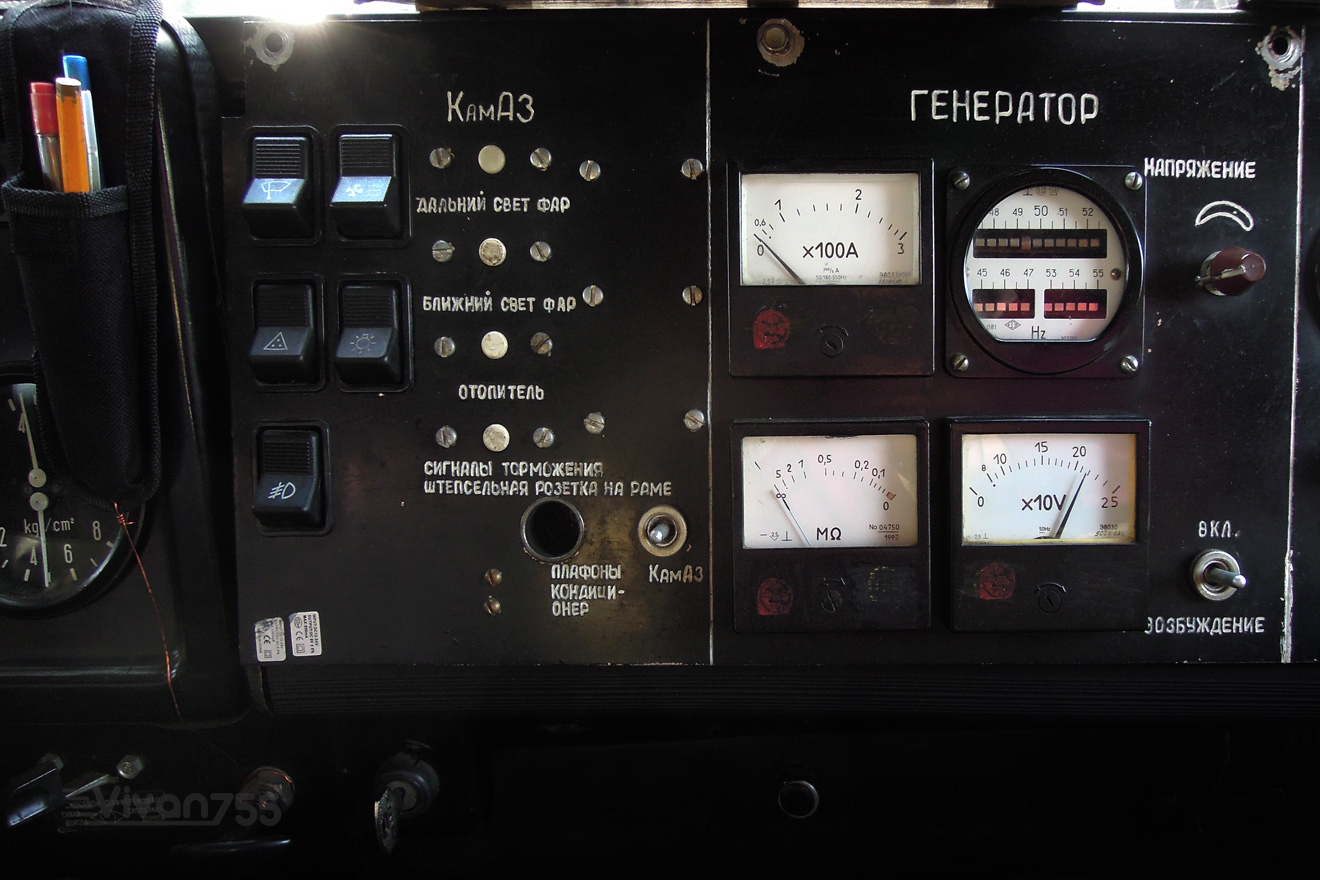
Приборная панель аэродромного кондиционера с частотомером, показывающим 49,5 Гц

Представляет собой прибор с подвижной частью в виде набора упругих элементов (пластинок, язычков), приводимых в резонансные колебания при воздействии переменного магнитного или электрического поля. Чаще всего используется электромагнит для возбуждения колебаний и стальные пластины в роли элементов. Элемент, собственная частота которого ближе всего к частоте тока, текущего по обмотке электромагнита, входит в резонанс и колеблется с наибольшим размахом, что отображается визуально.
- НАЗНАЧЕНИЕ: контроль сети электропитания
- ПРИМЕРЫ: В80, В87

## Аналоговые стрелочные частотомеры

Авиационный частотомер ЧФ4-1 на 400 Гц

Аналоговые частотомеры по применяемому измерительному механизму бывают электромагнитной, электродинамической и магнитоэлектрической систем. В основе работы их лежит использование частотозависимой цепи, модуль полного сопротивления которой зависит от частоты. Измерительным механизмом, как правило, является логометр, на одно плечо которого подается измеряемый сигнал через частотонезависимую цепь, а на другое — через частотозависимую, ротор логометра со стрелкой в результате взаимодействия магнитных потоков устанавливается в положение, зависящее от соотношений токов в обмотках.
Бывают аналоговые частотомеры работающие по другим принципам.
- НАЗНАЧЕНИЕ: контроль сети электропитания
- ПРИМЕРЫ: Д416, Э353, Ц1736, М800, С 300 М1-1

## Наименования и обозначения
- Устаревшие наименования
  - Волномер — для резонансных и гетеродинных частотомеров
  - Герцметр — для щитовых аналоговых и язычковых частотомеров
- Для обозначения типов электроизмерительных (низкочастотных) частотомеров традиционно используется отраслевая система обозначений, в которой приборы маркируются в зависимости от системы (основного принципа действия) 
  - Вхх — вибрационные частотомеры
  - Дхх — приборы электродинамической системы
  - Эхх — приборы электромагнитной системы
  - Мхх — приборы магнитоэлектрической системы
  - Цхх — приборы выпрямительной системы
  - Фхх, Щхх — приборы электронной системы
  - Нхх — самопишущие приборы
- Частотомеры радиодиапазона маркируются по ГОСТ 15094
  - Ч2-хх — резонансные частотомеры
  - Ч3-хх, РЧ3-хх — Электронно-счетные частотомеры
  - Ч4-хх — гетеродинные, конденсаторные и мостовые частотомеры

## Основные нормируемые характеристики частотомеров
- Диапазон измеряемых частот
- Допустимая погрешность измерения (для эл.-изм. — класс точности)
- Чувствительность
- Для ЭСЧ — нестабильность частоты кварцевого генератора

## Нормативно-техническая документация
- ГОСТ 8.567-99 ГСИ. Измерения времени и частоты. Термины и определения
- ГОСТ 7590-93 Приборы аналоговые показывающие электроизмерительные прямого действия и вспомогательные части к ним. Часть 4. Особые требования к частотомерам
- ГОСТ 7590-78 Приборы электроизмерительные для измерения частоты аналоговые показывающие. Общие технические условия
- ГОСТ 22335-85 Частотомеры электронно-счетные. Технические требования, методы испытаний
- ГОСТ 22261-94 Средства измерений электрических и магнитных величин. Общие технические условия
- ГОСТ 8.422-81 ГСИ. Частотомеры. Методы и средства поверки
- ГОСТ 12692-67 Измерители частоты резонансные. Методы и средства поверки
- ОСТ 11-272.000-80 Частотомеры резонансные. Основные параметры
- МИ 1835-88 Частотомеры электронно-счетные. Методика поверки